# Särlands historia

Författaren, L.E. Modesitt, Jr. 2007.

Särlands historia är en bokserie med fantasytema av den amerikanske författaren L.E. Modesitt, Jr.

## Böcker

### Ordningens magi
- Del 1: Lärlingstid
- Del 2: Mästarprov

### Tornen i solnedgången
- Del 1: Stormmagiker
- Del 2: Slaget om Särland

### Den magiske ingenjören
- Del 1: Sökarna
- Del 2: Kraftmätning

## Värld
Serien utspelar sig i en namnlös värld med sex kontinenter. Hamor, Nordla, Austra, Candar och Särland, där Hamor är störst och Särland är minst. Serien utspelar sig mest i Candar och Särland. I världen finns det magiker som påverkar de politiska relationerna mellan nationerna och dessas kultur. Serien berättar om Särland och om hur detta magiska land, styrt av ordning, skapades och bevarades av män och kvinnor genom historien och dess teknologiska utveckling.

## Tema
Magin i världen består av två stridande krafter, Kaos och Ordning. Vita magiker använder och tjänar kaosets krafter, medan svarta magiker tjänar och förbrukar ordningens krafter (detta förklaras i första boken där vitt är den kaotiska blandningen av alla färger medan svart är avsaknaden av alla färger).
Författaren utnyttjar atom- och partikelsystem för magins system (som figurerna i böckerna känner till på väldigt grundläggande nivå). Samtidigt som kaoset och ordningen båda behövs för att balansera världen, strider båda faktorerna mot varandra. Kaosmagikers krafter ligger i att absorbera det vita och röda kaoset runtom (till exempel att skapa eldkulor/kaoseld som kan förinta en människas ben). Priset för kaosmagi är kort liv och utmattning från krävande magi. Ordningsmagikers krafter ligger i att koncentrera ordningens svarta magi in i föremål som gör dessa föremål tåligare, vassare eller långlivade beroende på vilket föremålet är. Priset för ordningsmagi är att om en ordningsmagiker förstör för mycket blir denne förblindad av kaoset denne skapat (tillfälligt eller permanent, beroende på förstörelsen). Grå magiker är sällsynta. Dessa som balanserar kaoset och ordningen inom sig upprätthåller balansen i världen och de flesta blir druider.
Politik, demokrati, rasism, sexisms, ekonomi, kolonialism, krigsstrategi, mekanism och hantverk är ämnen som förekommer i böckerna.

## Bakgrundshistoria
Legenden berättar om ättlingarna till de mystiska "svarta änglarna" (svart ordningsmagi) som föll från himlen och landade i Candar där de byggde Västanvind, riket där kvinnor härskar och spred detta levnadssätt till hela västra Candar. De skapade också begreppet om balansen mellan ordning och kaos. Deras ledare, Ryba, skrev Rybas bok och besegrade de "vita demonerna".

## Handling i kronologisk ordning
Tornen i solnedgången
Femhundra år efter de svarta änglarnas ankomst i Västanvind är Kreslin (son till marskalken i Västanvind där kvinnor ärver härskartitel och en mäktig stormmagiker som kan styra vädret) trött på att bli hunsad runt i sin mors hov. Vid nyheten om att bli bortgift till Tyrannen i Sarronyns syster Megaera flyr Kreslin österut förklädd till legosoldat tills han kommer till Fagerhamn, det vita magikergillets högkvarter. Väl där bli han arresterad för att ha "använt olaglig magi" (ordningsmagi) och som straff blir skickad till straffbygge av den vita högvägen som löper genom östra Candar. Befriad av en helare (de flesta helare är ordningsmagiker) flyr han till greven av Montgren (ett av de många hertigdömen och baronier i Candar) och finner Megaera som blivit skickad att hitta honom av sin syster. Greven av Montgren dem till samregenter, genom giftermål, av Särland, en ö-kontinent med torrt klimat och växtlighet. Med två ordningsmagiker och sin motvilliga och envisa gemål Megaera (kaosmagiker som bytt till ordningsmagiker) flyr Kreslin till Särland och börjar kolonisera ö-kontinenten. Med magi ändrar Kreslin världens väder och gör Särland till en paradisö. Under tiden i Candar blir Kreslins familj och greven i Montgren mördade av de vita magikerna som ser Kreslin som ett hot. Efter att ha kapat skepp, ankomsten av Västanvinds kvarvarande befolkning och Tyrannen av Sarronyns sändebud, bygger Kreslin det Svarta fästet och startar Särlands råd och bygger sakta upp ett mäktigt rike byggt på ordning.
En allians mellan Fagerhamn och Hamor leder till att Särland blir invaderat och det mytomspunna Slaget om Särland utspelas. Kreslin kallar fram stormar som sänker skeppen och dödar alla överlevande med sitt svärd. Ett fredsfördrag skapas och folk börjar handla med Särland och Särland blir erkänd som självständig nation.
Den magiske ingenjören
År 1200 är Dorrin (tänkbar ättling till den store Kreslin eller till och med hans son) en ordningsmagiker och smedlärling som gör sitt bästa för att tillfredsställa sin far. Med Dorrin vill bygga maskiner och blir därför skickad i exil med sina vänner Kadara och Bred till Candar för att det svarta brödraskapet fruktar att hans maskiner ska skapa kaos. Väl där, efter många strapatser genom Fagerhamn och andra ställen i Candar träffar följet Liedral, en kvinnlig köpman som lejer dem som legoknektar till staden Diev i Spidlar, där Dorrin blir smedlärling och Kadara och Bred blir soldater i Spidlars arme. Dorrin bygger ordningsdrivna leksaker och ångbåtar och annat för att försörja sig. Senare blir han helare och hjälper de sjuka och slagna. En gång tappade han humöret när han fick se en man som slog sin dotter, och förtrollade mannen så han aldrig skulle slå henne igen. Mannen begick senare självmord. Dorrin blir förälskad och gifter sig med Liedral. Kadara och Bred blir förälskade i varandra i armén och befordrade till officerare. De vita trollkarlarna blir under tiden oroliga av Dorrin och hans vänners närvaro i Spidlar och gillesledaren Jeslek, den mäktigaste kaosmagikern i historien, beordrar en blockad av all handel i Särland som alltid varit en nagel i ögat för de vita.
Jeslek reser också en grupp berg (kända som Lilla östhornen) till väster för att hindra Gallos från att attackera Fagerhamn. Spidlars regering har vägrat betala avgift till Fagerhamn (som kontrollerar hela västra Candar) och Fagerhamn startar krig mot Spidlar för att statuera exempel. Dorrins fru Liedral blir infångad och piskad av de vita magikerna som en varning och blir hypnotiserad att döda Dorrin som hennes hjärna skyller på för att ha skadat henne. Hon misslyckas och Dorrin botar henne långsamt. Bred och Kadaras uppgift att försvara Spidlar blir allt svårare i takt med Fagerhamns frammarsch och ber Dorrin om hjälp. Dorrin bygger maskiner som effektivt reducerar Fagerhams styrkor. I en slutstrid blir Bred dödad, Kadara blir blivande änka och Dorrin blir tillfälligt blind och evakuerar sina vänner till ångbåten han byggt. Han gör sig osynlig och dödar Jeslek med en raket han har byggt.
Dorrin och hans vänner flyr till Landalykt i Särland där det Svarta brödraskapet förvisar honom till södra Särland och får tillstånd att bygga maskiner där. Där grundar han Nylan, Särlands huvudstad, och bygger Särlands berömda svarta krigsskepp. Fagerhamn skickar ännu en gång en flotta för att erövra Särland. Dorrin demonstrerar sina krigsskepps makt genom att spränga ett i luften och flottan retirerar. Särland och Fagerhamn skriver ett fredsfördrag och häver Särlands blockad och Särland blir snabbt det mäktigaste landet i världen.
De vita inser att all ordning i Särland gör dem starkare och att allt kaos Dorrin orsakar genom att låta de flesta kaosmagiker överleva stärker ordningen i Särland. Dorrin skriver boken "Ordningens grunder", lyckas övertyga sin far att ordning och kaos behövs för att världen ska fungera och blir Särlands första svarta ingenjör.
Ordningens magi
År 1850 är den olärde ordningsmagikern och snickarlärlingen Lerris (tänkbar ättling till Dorrin och Kreslin) trött på Särlands tråkiga ordning och blir skickad i farogäld (exil) tillsammans med den vänliga och farliga Krystal och den envisa och vassa Tamra och många fler till Candar. Fagerhamn är förstört, bara en smält ruin finns kvar och de enda kaosmagikerna kvar är kringresande galningar. Väl där splittras gruppen och går olika håll. Efter att ha köpt en häst vid namn Gairloch blir Lerrys jagad över halva Candar av folk rädda för magiker. På sin färd möter han kaosmagikern Antonin som med magi har förslavat hans vän Tamra. Lerris flyr från Antonin med hjälp av den grå magikern Justen. Justen lär Lerris allt han kan om ordning och visar honom ruinerna av Fagerhamn och visar kaosvålnaderna där. De jobbar för pengar genom att hela får åt grevinnan av Montgren och håller sina krafter hemliga. Lerris helar en tiggare av medlidande och blir tvungen att fly igen. Lerris flyr till Gallos där han blir snickargesäll åt en lat snickare. Han ordnar ett fint giftermål mellan snickarens dotter och Lerris lärling. Lerris gör en grupp svarta stolar till Prefekten av Gallos som han infuserar ordning i. Eftersom Prefekten har anlitat Antonin som hovmagiker så Antonin kan sprida Kaos dör Prefekten av brännskador när han prövar en av stolarna. Lerris flyr genom att hitta en av Fagerhamns gömda vita vägar. Där möter han en annan kaosmagiker och en grupp galloiska soldater som eskorterar en grupp fångar. Lerris dödar magiker och soldaterna och befriar fångarna. Lerris flyr till Kyphros där han välkomnas av Krystal som blivit ledare för militären i Kyphros. Efter en kort vila i Kyphros ger sig Lerris av för att rädda Tamra. Han tar sig upp i bergen och efter många strider hittar han Antonins herrgård. Han besegrar Antonin och flyr med Tamra tillbaka till Kyphros. Han träffar Justen som berättar att han är bror till Lerris far Gunnar och Lerris farbror och att han och hans bror var ansvariga för Fagerhamns förstörelse flera hundra år tidigare. Lerris inser att all ordning han gett Candar har skapat mer kaos. Han blir snickare i Kyphros och gifter sig med Krystal.